# Cascina Pompola
La cascina Pompola è una cascina nel comune italiano di San Martino in Strada. Costituì un comune autonomo fino al 1841.

## Storia
La località Pompola, centro abitato del Contado di Lodi, fu attestata per la prima volta nel 1342. Il territorio comunale comprendeva le frazioni di Pompolina e Cà del Quintè.
In età napoleonica (1809) il comune venne aggregato a San Martino in Strada, recuperando un'effimera autonomia con la costituzione del Regno Lombardo-Veneto (1816). Nel 1841 il comune fu aggregato a Cà de' Bolli, a sua volta aggregata a San Martino in Strada nel 1869.